# Flamant des Andes
Phoenicoparrus andinus
Espèce
Synonymes
- Phoenicopterus andinus

Statut de conservation UICN

 VU A2acd+4acd : Vulnérable
Statut CITES
Le Flamant des Andes (Phoenicoparrus andinus) est une espèce d'oiseaux de la famille des Phoenicopteridae. Il a une aire de répartition limitée à la partie chilienne des Andes. On le trouve aussi sur l'Altiplano de Bolivie et du nord-ouest de l'Argentine près des lagunes salées proches de la frontière chilienne. C’est un proche parent du Flamant de James.

## Description
Son plumage est en majeure partie blanc rosâtre. C’est la seule espèce à avoir les pattes et les pieds jaunes.

## Comportement

### Alimentation
Le Flamant des Andes, à l’instar des autres membres de la famille des Phoenicoptéridés, se nourrit en filtrant les petits éléments présents dans l’eau à l’aide de son bec spécialisé. Il possède une mandibule inférieure profonde et étroite, qui lui permet de consommer des petits aliments tels que les diatomées, à l’inverse du bec plus large des grandes espèces de flamants, qui prennent des proies plus grosses. Les flamands tirent leur couleur rose en particulier des artémie dans leur alimentation. Ces sortes de microcrevettes la tiennent elles-mêmes d'algues monocellulaires de couleur rose. Celles ci contiennent des pigments issus de la photosynthèse dont des caroténoïdes.

### Reproduction
Comme tous les flamants, il pond un unique œuf blanc crayeux sur un amas de boue. Sa population du Nord du Chili a été durement touchée par la sécheresse, qui a causé l’assèchement des zones humides où il niche, ce qui a eu pour conséquence, soit qu’il a été impossible de bâtir les nids, soit que la prédation a été rendue possible, spécialement par le renard Pseudalopex culpaeus.